# Estação Shubra El-Kheima
Shubra El-Kheima (em árabe: شبرا ) também chamada de Shobra é uma das estações terminais da linha 2 do metro do Cairo, no Egipto.

## Interligação metro-ferroviária
A Estação Shubra El-Kheima está interligada com o sistema ferroviário do Egito, assim como as  estações de Giza Railway  e Mubarak todas as três pertencentes a Linha 2 do Metro do Cairo. Uma peculiar ponte de ferro para travessia de pedestres foi construída no local, ela cruza a estrada que liga Alexandria ao Cairo, uma de suas saídas atende a entrada principal do terminal do metrô, outra parte da ponte construída em ângulo reto com o último cruza a Ferrovia Nacional do Egito (ENR). O projeto deste viaduto de aço
teve como objetivo evitar a interrupção do tráfego de ENR durante a construção da linha 2.

## Oficina de manutenção
Na sequência a estação está localizada a oficina e pátio de manobras da Linha 2 do metrô do Cairo. O centro de reparos para manutenção do material rodante tem as seguintes oficinas: revisão geral, reparo elétrico, reparo dos motores diesel e troca de óleo, cabines de pintura, máquinas de lavagem de trens, pista de testes e plataforma giratória.